# Émile Friant

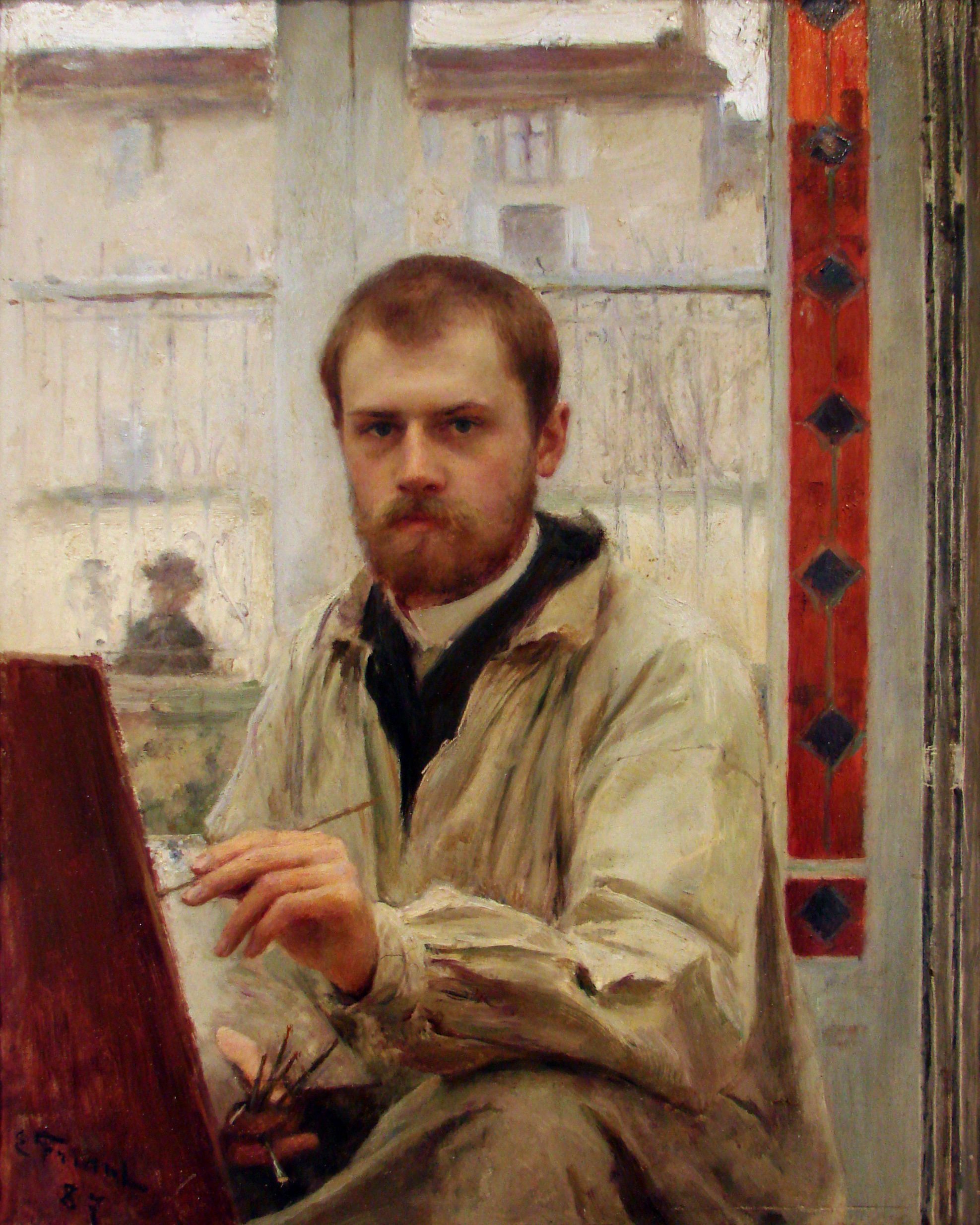
Émile Friant, zelfportret

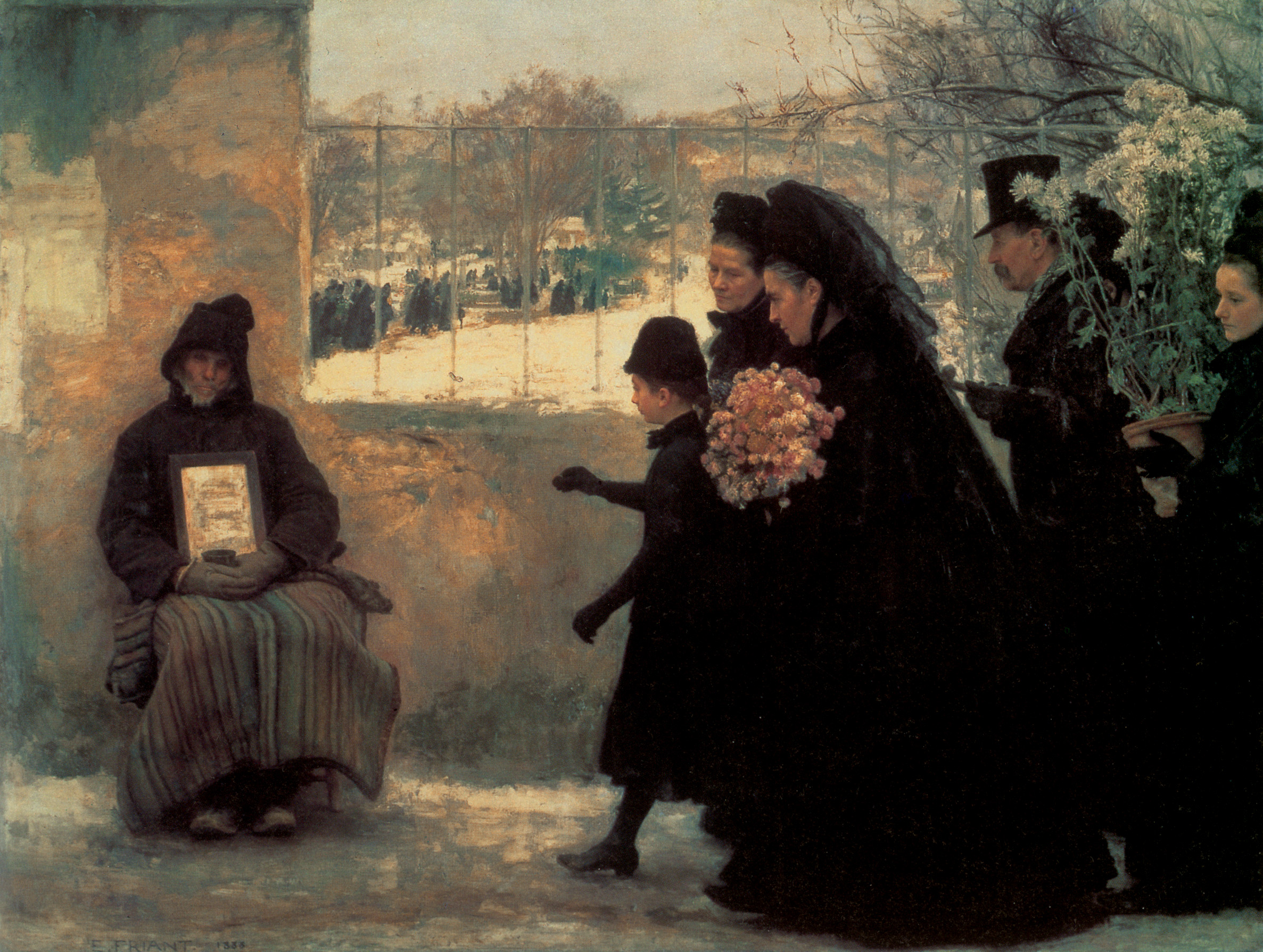
La Toussaint (Allerheiligen)

Émile Friant (Dieuze, 16 april 1863 – Parijs, 6 juni 1932) was een Franse kunstschilder en graveur.

## Leven en carrière
Na de Frans-Duitse Oorlog werd zijn geboorteplaats Dieuze net als de rest van Moselle Duits en het gezin Friant verhuisde naar Nancy. Daar volgde hij schilderles aan de École des Beaux-arts de Nancy, onder anderen bij de romantische schilder Théodore Devilly (1818-1886). Hij kreeg een beurs om zich te vervolmaken aan de École des Beaux-arts de Paris  waar hij les kreeg van Alexandre Cabanel (1823-1889).
Friant exposeerde veelvuldig op de Parijse salon, een eerste keer in 1879. In 1885 ontmoette hij de acteur Constant Coquelin (1841-1909), die zijn vriend en mecenas werd. Met zijn steun kon Friant reizen naar België, Nederland en Italië. Vanaf 1893 begon Friant zich toe te leggen op het etsen en na 1900 gaf hij het schilderen grotendeels op. In 1914 was Friant al te oud om dienst te nemen in het Franse leger maar hij vestigde zich in Nancy en stelde zijn talent ten dienste van de Franse oorlogsinspanning, onder andere door het ontwerpen van affiches.
Vanaf 1906 tot op de dag van zijn overlijden was hij professor aan de École des Beaux-Arts. Hij was commandeur in het Legioen van Eer en werd in 1923 ook lid van het Institut de France. In 1932 stierf Friant plotseling op 69-jarige leeftijd.

## Werk
Gedurende zijn hele carrière bleef Friant het academisme en het naturalisme trouw.
- Un étudiant, (1885) musée des Beaux-Arts de Nancy
- La Toussaint, (1886) musée des Beaux-Arts de Nancy
- La douleur, (1898) musée des Beaux-Arts de Nancy
- Les amoureux, musée des Beaux-Arts de Nancy
- La discussion politique, privécollectie
- La lutte, (1889) Musée Fabre Montpellier
- l'expiation, (1909) privécollectie
- Portrait de madame Coquelin Mère, privécollectie
- Tendresse maternel, privécollectie
- Portrait de Madame Petitjean, privécollectie
- La visite au studio (1906), privécollectie
- L'Expiation, (1908), privécollectie
- Autoportrait, privécollectie
- Portrait d'Albert Jasson (1911), musée des Beaux-Arts de Nancy.

## Prijzen
- Second grand prix de Rome (1883)
- Gouden medaille op de Wereldtentoonstelling (1889)
- Gouden medaille op de Wereldtentoonstelling (1900)

Friant werd achtereenvolgens ridder (1889), officier (1901) en commandeur (1931) van het Legioen van Eer.

## Claudel
In 2006 schreef de Franse schrijver Philippe Claudel de novelle Au revoir Monsieur Friant, over zijn jeugdherinneringen aan de hand van schilderijen van Friant. In de Nederlandse vertaling (Tot ziens, meneer Friant, Uitgeverij Vrijdag/Bezige Bij, 2010) staan twaalf genoemde werken afgebeeld.
- Bibliothèque nationale de France: cb144069579 (data)
- Gemeinsame Normdatei: 11678864X
- International Standard Name Identifier: 0000 0000 6658 0408
- Library of Congress Control Number: no2006085570
- Base Léonore: LH//1037/84
- Nationale Bibliotheek van Polen: a0000003628635
- Nederlandse Thesaurus van Auteursnamen: 327200774
- Réseau des bibliothèques de Suisse occidentale: 02-A011791627
- RKD-Nederlands Instituut voor Kunstgeschiedenis: 29454
- SNAC: w6h44m52
- Système universitaire de documentation: 074470930
- Union List of Artist Names: 500016244
- Virtual International Authority File: 49437357
- WorldCat: E39PBJbxFCxgPDCC9yYBpy9Yyd